# Île Paton
Île Paton är en ö i Laval i Kanada.   Den ligger i floden  Rivière des Prairies  i provinsen Québec, i den sydöstra delen av landet, 150 km öster om huvudstaden Ottawa.
Runt Île Paton är det i huvudsak tätbebyggt. Runt Île Paton är det mycket tätbefolkat, med 4 188 invånare per kvadratkilometer.